# Калиновское (Луганская область)
Калиновское (укр. Калинівське) — село, относится к Белокуракинскому району Луганской области Украины.
Население по переписи 2001 года составляло 54 человека. Почтовый индекс — 92252. Телефонный код — 6462. Занимает площадь 0,74 км². Код КОАТУУ — 4420986902.

## Местный совет
92252, Луганская обл., Белокуракинский р-н, с. Нещеретово.